# David Lefrançois
Ne doit pas être confondu avec David Lefrançois (le formateur).
David Lefrançois est un professeur canadien né le 7 avril 1976.

## Biographie

### Enfance et formation
Il obtient son baccalauréat en philosophie à l'Université du Québec à Trois-Rivières (UQTR) en 1998. Il obtient une maitrise de philosophie en 2001.
Il a soutenu une thèse de philosophie à l'UQTR en 2007.
En 2008, il réalise un stage postdoctoral en didactique des sciences sociales (UdeM/Université de la Colombie-Britannique/Université d’État du New Jersey).

### Carrière
Il est professeur au Département des sciences de l'éducation en Outaouais depuis 2012.
Il est également membre de l'Observatoire formation, diversité et équité à l'Université du Québec à Montréal.
Il est titulaire d’un doctorat en philosophie de l’UQTR. Depuis juin 2008, il est professeur en fondements de l’éducation au Département des sciences de l’éducation à l’UQO (Université du Québec en Outaouais).
Il est membre du GRECEH et du Centre de recherche interuniversitaire sur la formation et la profession enseignante (CRIFPE).
Ses recherches portent sur l’éducation à la citoyenneté, sur le développement de la pensée historique au primaire et au secondaire, sur l’analyse de contenu des manuels scolaires et sur la pratique dialogique en classe d’univers social,.
Il est le directeur de la revue Revue des sciences de l'éducation.

## Prise de position
Il a signé en 2023 une lettre ouverte contre le projet de loi PL23 visant à réformer l'éducation,.
Il a également signé la pétition pour le dialogue collectif sur l’éducation.

## Travaux
- Lefrançois, D., Éthier, M.-A., Cambron-Prémont, A. et Larocque, S. (2023). Financial Education as a Social Studies discipline: the Equivocality of the Critical Aspirations found in Québec’s curriculum and its Educational Materials. Journal of Social Science Education, 22(2), 1-23.
- David Lefrançois, Didactique de l'univers social au primaire : contenus disciplinaires et suggestions d'activités pour les 2e et 3e cycles (DOI 10.7202/1019623)
- David Lefrançois, Enseigner et apprendre l'histoire : manuels, enseignants et élèves
- David Lefrançois, Faire aimer et apprendre l'histoire et la géographie au primaire et au secondaire
- David Lefrançois, L'éducation pour la paix internationale : perspectives piagétiennes
- David Lefrançois, Le jeu et l'histoire : Assassin's Creed vu par les historiens
- David Lefrançois, Les fondements de l'éducation : perspectives critiques
- David Lefrançois, Les usages pédagogiques des jeux vidéos Assassin's Creed, Hermann, 211 p. (ISBN 979-1037030252)
- David Lefrançois, Mondes profanes : enseignement, fiction et histoire
- David Lefrançois, Objets difficiles, thèmes sensibles et enseignement des sciences humaines et sociales
- David Lefrançois, Marc-André Éthier et François Audigier (préf. Michel Fabre, postface Christian Nadeau), Pensée critique enseignement de l'histoire et de la citoyenneté, Louvain-la-Neuve, De Boeck supérieur, coll. « Perspectives en éducation et formation », 2018, 176 p. (ISBN 978-2-8073-1544-0)
- David Lefrançois, Quel sens pour l'histoire? : analyses critiques du nouveau programme d'histoire du Québec et du Canada
- David Lefrançois, Robert Alexy et Klaus Günther : le discours juridique : considérations sur la thèse du cas spécial
- David Lefrançois, Une double orientation de l'éducation : l'école comme un lieu de transmission de l'héritage et un levier de changement
- David Lefrançois, Éducation à la citoyenneté et démocratie délibérative
- Alain Dalongeville, Marc-André Éthier et David Lefrançois, Enseigner l'histoire: enjeux et défis, Chronique sociale, coll. « Pédagogie formation », 2022 (ISBN 978-2-36717-868-4)